# PVH Corp.
Die PVH Corp. (ehemals Phillips-Van Heusen) ist ein US-amerikanischer Bekleidungskonzern mit Sitz in New York City. Zu PVH gehören u. a. die Calvin Klein Inc. und die Tommy Hilfiger B.V. Der Gesamtumsatz von PVH betrug im Jahr 2017 insgesamt 8,4 Milliarden US-Dollar. Rund 52 % davon erwirtschaftete das Unternehmen Tommy Hilfiger, 30 % Heritage Brands und 18 % Calvin Klein.

## Geschichte
Der Schuhmacher George Henry Bass kaufte sich 1876 in eine Schuhfabrik ein, wurde im Jahr darauf Alleinbesitzer und gab der Firma seinen Namen. 1987 wurde G. H. Bass & Co. von PVH übernommen. 1995 erwarb PVH den Strickwarenhersteller Izod, 2000 die Lizenz zur Herstellung von Oberhemden für Van Heusen und Kenneth Cole. 2003 übernahm PVH Calvin Klein und 2007 Superba.
2010 übernahm das Unternehmen die Tommy Hilfiger Corporation für rund 2,2 Milliarden Euro von dem Investment-Unternehmen Apax Partners. 2013 übernahm PVH die in New York ansässige Warnaco Group mit einem Umsatz von rund 2,5 Milliarden US-Dollar. Im selben Jahr wurde G.H. Bass an G-3 Apparel verkauft.
Außerdem hat PVH die Lizenzen für zahlreiche weitere Marken. PVH beschäftigt über 10.000 Mitarbeiter.
Im Juni 2021 übernahm die US-amerikanische Markenführungs-Gesellschaft Authentic Brands Group die Heritage Brands mit ihren Marken Van Heusen, Geoffrey Beene, Izod und Arrow.

### Sklavenarbeit von Uiguren in Xinjiang, China
Forschende der Sheffield Hallam University, des Uigurischen Zentrums für Menschenrechte und des Uyghur Rights Monitors haben in den Jahren 2023 und 2024 recherchiert, dass Mode vieler Marken aus uigurischer Zwangsarbeit in die Märkte der Europäischen Union gelangt. Die Zeit identifiziert dabei insbesondere u. a. die Marke Calvin Klein als Profiteur der Zwangsarbeit.